# ズデニェク・ルケシュ
ズデニェク・ルケシュ（チェコ語: Zdeněk Lukeš, 1954年3月2日 - ）は、チェコの首都プラハ生まれの建築家、建築評論家、大学教授。専門は19・20世紀のチェコ建築。
家族は、妻ヤナ・ルケショヴァー（Jana Lukešová, 旧姓：Frömlová〔フレムロヴァー〕。画家、修復家）、子供3人。

## 学歴
- 1973年 - 1980年：チェコ工科大学建築学部[1]

## 略歴
- 1980年 - 1990年：プラハ国立技術博物館内建築資料館研究員[1]
- 1989年 - 1990年：市民フォーラム中央本部内の活動[1]
- 1990年 - 現在：プラハ城内大統領府、文化ー遺産部専門家、プラハ城再活性化担当
- 1995年 - 1997年：プラハ美術工芸大学専門研究員
- 2000年 - 2005年：リベレツ市技術大学、建築部教授（2000年 - 2003年は学長[1]）
- 2004年 - 現在：プラハ・ニューヨーク大学教授[1]